# Chelonus absonus
Chelonus absonus är en stekelart som beskrevs av Mccomb 1968. Chelonus absonus ingår i släktet Chelonus och familjen bracksteklar. Inga underarter finns listade i Catalogue of Life.